# Sághy Mihály (püspök)
Sághy Mihály (Répceszemere, 1783. október 5. – Vác, 1849. július 17.) novii címzetes püspök, főrend. 

## Élete
1801 és 1805 között Szombathelyen tanult teológiát. 1805-ben szetszéki jegyző, később papi szertartó lett. 1806. november 16-án szentelték pappá, 1809 decemberétől Salomvár plébánosa, valamint Zala vármegye táblabírájaként működött. 1813 decemberében Zalaegerszegre került plébánosnak, kerületi esperes lett, majd 1825-ben Komárom vármegye, 1827-ben pedig Varasd és Vas vármegye táblabírájává választották. 1827 decemberében kanonok, 1830-ban pápóci perjel, 1835-ben almádi címzetes apát, 1836-tól 1838-ig szemináriumi rektor, 1837. március 4-től 1839-ig pedig a királyi líceum igazgatója volt. 1839. január 31-én kinevezték váci nagyprépostnak. Az oroszok elleni váci utcai harcok idején hunyt el. 

## Műve
- Első apostoli magyar király Szent Istvánnak országán és magán való dicsőséges uralkodását magasztalta és hirdette Bécsben a nemzeti ünnep alkalmával a t. t. kapuczinusok templomában Kis-Asszony hava 22. 1830. Bécs, 1830.